# Раменское
Ра́менское — город в России, административный центр Раменского муниципального округа Московской области. Город расположен в 30 км к юго-востоку от МКАД вдоль Рязанского направления Московской железной дороги, являясь частью Московской агломерации.

## Этимология
Возник в XVIII веке как село, получившее название Троицкое, оно же Раменское. Первое название связано с церковью Святой Троицы, второе — по известному с XIV века названию местности Раменье (др.-русск. рамень — «пашня, зарастающая лесом» или «пашня, расчищенная от леса»). С начала XX века Раменское, с 1926 года — город с тем же названием.

## История
Первое письменное упоминание о Раменской великокняжеской волости относится к 1328 году. Московский князь Иван Калита впервые упоминает эту местность в своей духовной грамоте. В 1628 году в церковных письменных источниках упоминается Храм Св. Бориса и Глеба, который стоит на озерке. Эту дату можно считать и первым упоминанием озера, которое получило название по церкви.
В 1725—1730 гг. на берегу Борисоглебского озера графом П. И. Мусиным-Пушкиным строится каменная Троицкая церковь с приделами Св. Бориса и Глеба.

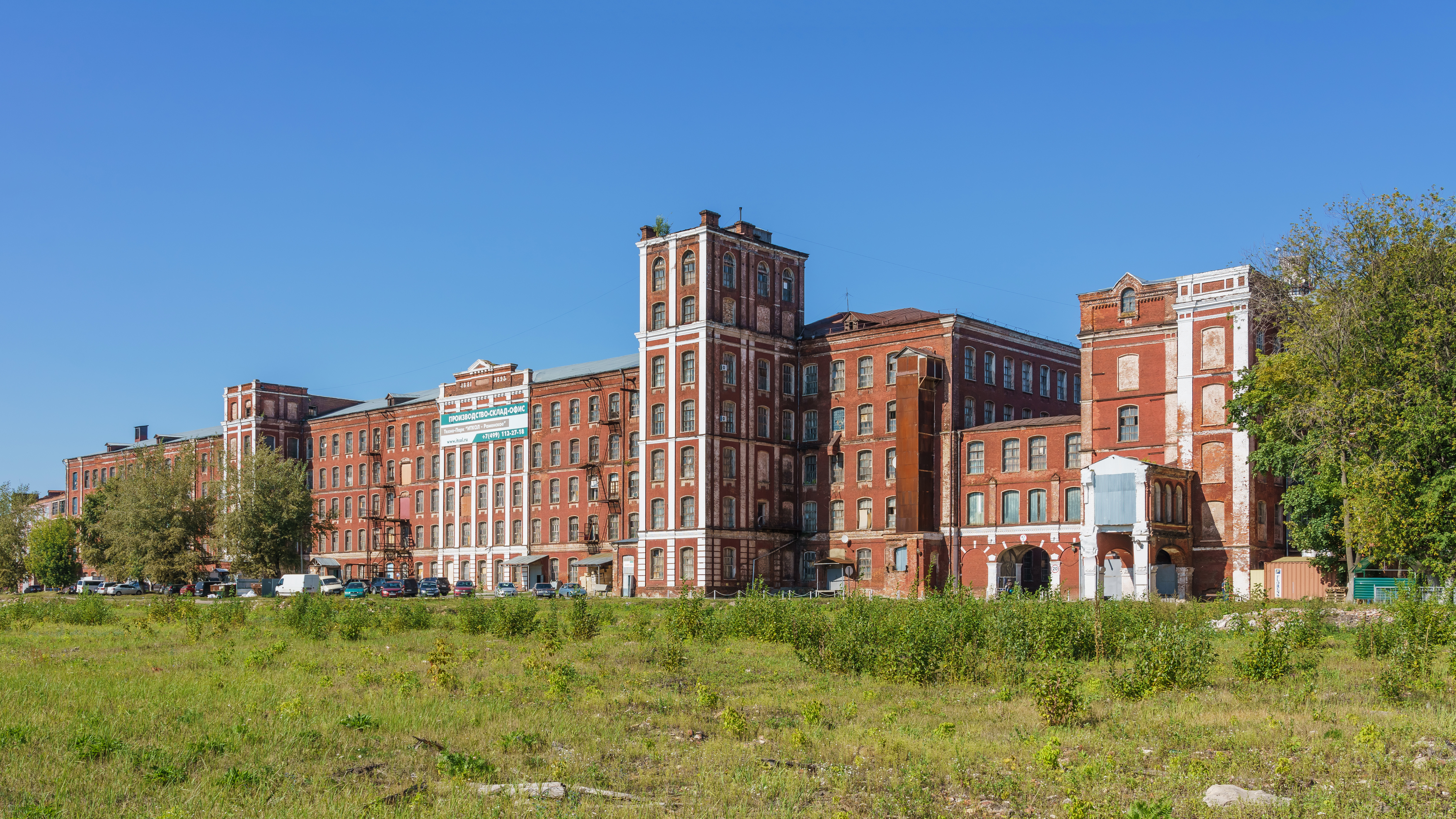
Раменское. Бывшая текстильная фабрика рядом со станцией Фабричная

В 1770-х годах владевший соседней деревней Дергаево — Волконский, Михаил Никитич, выкупил землю на берегу озера у церковного причта и ставит охотничий дом, разбивает обширный парк. Перевозит сюда крестьян из других имений и образуется село Ново-Троицкое (позднее ставшее Раменским).
В 1831 году с целью покрытия долгов помещицей княгиней Анной Александровной Голицыной (дочерью фельдмаршала А. А. Прозоровского), в Раменском была основана текстильная фабрика. Через несколько лет фабрика сгорела и в 1843 году её взял в аренду П. С. Малютин; в 1856 году её управляющим стал Ф. М. Дмитриев. В 1870-х годах фабрика была значительно расширена; во второй половине XIX века она являлась уже одним из крупнейших текстильных предприятий России.

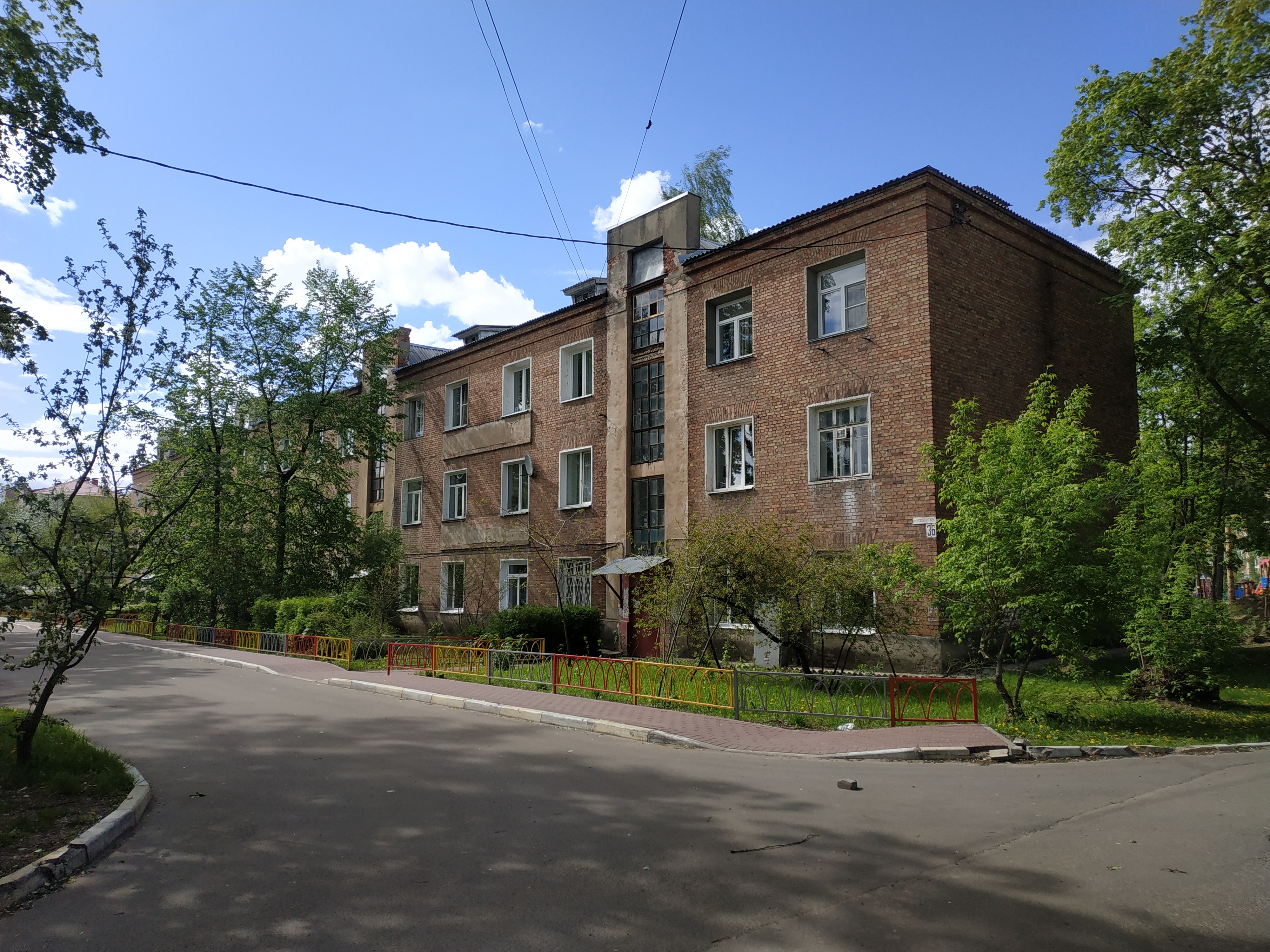
Дома конца 1920-х в посёлке Красный Октябрь

 Раменское стало центром уезда с 1924 года, а с 1929 года — районным центром. 15 марта 1926 года Раменское получило статус города.
В 1930-е годы началось развитие промышленности, в первую очередь в текстильной отрасли, с основанием фабрик и заводов. Этот период также характеризуется ростом населения и улучшением инфраструктуры города.
В 1933 году в городе организовывают «Межпрофсоюзный парк культуры и отдыха Раменского райпрофсовета им.тов.Шверника».
С 1990-х годов, в условиях экономических изменений и перехода к рыночной экономике, Раменское столкнулось с некоторыми трудностями в промышленности, что привело к закрытию некоторых старых предприятий. Однако в последующие десятилетия город активно развивался, включая модернизацию инфраструктуры, улучшение качества жизни и привлечение новых инвестиций.
С начала XXI века Раменское переживает период устойчивого экономического роста, активное развитие сферы услуг и модернизацию промышленности, в том числе запуск новых производств, таких как мануфактура La Palme и производственные предприятия в сфере приборостроения и авиационной техники.
10 сентября 2024 года три дома были атакованы украинскими БПЛА — в ходе атаки погибла одна женщина.
11 марта 2025 года в результате очередной атаки украинскими вооруженными силами была поражена квартира в жилом доме.

## Население
| 1859     | 1897     | 1926     | 1931     | 1939     | 1959     | 1967     | 1970     | 1973     | 1974     |
| -------- | -------- | -------- | -------- | -------- | -------- | -------- | -------- | -------- | -------- |
| 522      | ↗8500    | ↗13 700  | ↗19 900  | ↗28 405  | ↗46 465  | ↗53 000  | ↗61 010  | ↗67 000  | ↗69 000  |
| 1976     | 1979     | 1982     | 1986     | 1987     | 1989     | 1992     | 1998     | 2000     | 2001     |
| ↗72 000  | ↗76 906  | ↗81 000  | ↗85 000  | ↗86 000  | ↗87 666  | ↗88 900  | ↘85 700  | ↘85 100  | ↘84 700  |
| 2002     | 2003     | 2005     | 2008     | 2009     | 2010     | 2011     | 2012     | 2013     | 2014     |
| ↘82 074  | ↘82 000  | ↘81 600  | ↗82 300  | ↗83 219  | ↗96 317  | ↘96 300  | ↗99 091  | ↗100 755 | ↗103 069 |
| 2015     | 2016     | 2017     | 2018     | 2019     | 2020     | 2021     | 2023     | 2024     |          |
| ↗106 264 | ↗109 709 | ↗112 989 | ↗116 077 | ↗119 903 | ↗121 908 | ↘114 537 | ↘114 000 | ↘113 897 |          |

На 1 января 2025 года по численности населения город находился на 145-м месте из 1124 городов Российской Федерации.

## Парки, скверы, прогулочные зоны
Среди крупнейших озеленённых зон города можно выделить следующие:
Раменский городской парк культуры и отдыха — центральный парк города Раменское Московской области, расположенный на территории бывшей усадьбы «Раменское». Является объектом культурного наследия регионального значения и одним из главных общественных пространств города. Парк занимает территорию вокруг Борисоглебского озера и примыкает к улицам Народное имение и Карла Маркса. Исторически на этом месте находился усадебный сад, заложенный в конце XVIII века князем Павлом Волконским, где были разбиты аллеи, установлены беседки и гроты. После революции территория перешла в общественное пользование и стала городским парком. В 2023 году парк был реконструирован: обновлены пешеходные маршруты, воссозданы аллея со спуском к амфитеатру, входные группы, ротонды и качели, обустроены смотровая площадка у озера и родник «Святая Троица». Сохранилась скульптура «Олени», а танки от мемориала перенесли в другую часть города. В парке работают аттракционы, верёвочный парк, 5D-кинотеатр, детские площадки, кафе, спортивные зоны и лодочная станция. Сегодня парк остаётся популярным местом для прогулок, активного отдыха и городских мероприятий.
Парк «Здоровье» - место для семейного или дружеского времяпрепровождения. Здесь есть озеро с утками и черепахами, баскетбольная площадка, лавочки и качели, а также романтичная беседка..
Парк культуры и отдыха «Чернавка». Место, где можно насладиться красотой природы и отдохнуть от городской суеты. Здесь есть три озера, в которых плавают утки, а также караси, которых можно покормить. В парке есть лавочки, качели и шезлонги, а также детская площадка.
Лесопарк «Восьмидорожье» - место для прогулок и отдыха на природе. Здесь можно насладиться свежим воздухом, послушать пение птиц и понаблюдать за белками. В парке есть хорошо утоптанные дорожки, которые подойдут для пробежек в жаркую погоду.
Лесопарк «Зверинец» - место для прогулок на свежем воздухе, где можно насладиться красивыми пейзажами и увидеть белок, бегающих по деревьям. В парке есть тропинки, которые расходятся в разные стороны, и можно выйти из него в разных направлениях.

## Экономика
К 2007 году текстильная промышленность в Раменском практически перестала функционировать. Все корпуса прядильного комбината ЗАО «РАТЕКС» (бывш. «Красное Знамя») сданы в аренду. С 2018 года на территории бывшей текстильной фабрики действует мануфактура La Palme по производству керамической посуды и изделий из керамики.
В сентябре 2007 года на основе НПЦ «Технокомплекс», объединяющего ведущих российских приборостроителей (помимо прочих, сюда входят НПЦ «Раменское приборостроительное конструкторское бюро» и «Раменский приборостроительный завод») в Раменском создан концерн «Авионика», задачами которого являются оперативная модернизация и оснащение Вооружённых Сил Российской Федерации современной авиационной техникой, создание боевых авиационных комплексов нового поколения и увеличение экспорта авиационной техники. 20 декабря 2007 года указом В. В. Путина «Авионика» внесена в перечень стратегических предприятий России.
В городе работают электротехнический, приборостроительный, перлитовый, механический заводы, завод «Техноприбор» (производство счётных приборов).
Имеются также предприятия пищевой промышленности (молокозавод, мясо- и пищекомбинаты). Старейший в районе и самый крупный мясокомбинат «Раменский» поставляет свою продукцию в соседние регионы: в Москву, Московскую, Тульскую и Рязанскую области. В совхозе города есть завод «Доширак КОЯ», где производят продукцию под маркой «Доширак». С 1935 года в Раменском работает кондитерская фабрика, в настоящее время называется «Раконфи».
В городе активно развивается производство косметики. Одним из ведущих предприятий в данной сфере является ООО «Бергус».

## Транспорт

### Дорожная сеть
Улицы Холодово, Чугунова и Михалевича образуют западно-восточную ось вдоль железной дороги. Улицы Гурьева и Донинское шоссе формируют ось север–юг, связывая существующую и новую застройку. Северное шоссе обеспечивает выезд в направлении МКАД. Улицы Махова, Воровского, Космонавтов, Левашова и Молодёжная соединяют жилые районы с инфраструктурными объектами.

### Железнодорожный транспорт
Город расположен на Рязанском направлении Московской железной дороги. В городе находится станция Раменское, которая является важным узлом для пригородных электричек и дальних поездов. Рядом с городом расположена станция Совхоз. Ипподром является конечной для большинства пригородных электричек. В 2005 году по линии было открыто движение пригородных экспрессов «Спутник». Недалеко от платформы Ипподром расположено моторвагонное депо «Раменское».
Третья линия Московских центральных диаметров в августе 2023 года связала Раменское и Зеленоград.

### Метро
Через центр города проходит Третий диаметр с четырьмя станциями:

 Есенинская

 Фабричная

 Раменское

 Ипподром

### Автомобильный транспорт
Рядом со станцией Раменское расположен автовокзал, ходят автобусы до станции метро «Котельники» (424), а также в Жуковский, Бронницы (38, 58), Егорьевск (325), Воскресенск (358к), Дмитровский Погост (313, 327), Гжель.
Общественный транспорт в городе представлен автобусами и маршрутными такси.

## Телекоммуникации
В городе действует раменский телефонный узел проводной связи (АТС). Стационарный выход в Интернет обеспечивается разными интернет-провайдерами, в числе которых «Раменские телекоммуникации» (РамНет), «Авиэл» и «Ростелеком». Мобильную телефонную связь предоставляют операторы «МТС», «Билайн», «Мегафон» и «Теле2».

## Спорт
Футбольный клуб «Сатурн» с 1999 год по 2010 год выступал в премьер-лиге. Высшим достижением команды является 5-е место в сезоне 2007. Клуб дважды доходил до полуфинала Кубка России — в сезоне 2001/2002 и 2005/2006. Летом 2008 участвовал в розыгрыше Кубка Интертото, дойдя до финала. В 2010 году «Сатурн» был объявлен банкротом, отказался от дальнейшего участия в Премьер-лиге и прекратил своё существование. В июле 2014 года вернул профессиональный статус.
Профессиональный бадминтонный клуб «Фаворит-Раменское» (ранее «Московия») создан 1 мая 2007 года совместными усилиями подмосковной Федерации бадминтона и лично губернатора области Бориса Громова. В 2008 году «Фаворит-Раменское» стал бронзовым призёром в чемпионате России по бадминтону среди клубных команд. В июне 2008 года — серебряным призёром Кубка европейских чемпионов по бадминтону среди клубных команд.
Работает ипподром, на котором круглый год проводятся бега, ежегодно проводятся автогонки «Русская зима», а в 2000—2002 проходил фестиваль «Нашествие».
27 февраля 2008 года открыт дворец спорта «Борисоглебский». Во дворце есть возможность заниматься 15 различными видами спорта, ключевым является бадминтон.
Городской бассейн «Сатурн» пользуется популярностью для тренировок многих российских команд по водным видам спорта, включая национальные и олимпийские сборные. Помимо всего там находится сауна, баня, скалодром, и тренажёрный зал.
С 2006 года в городе существует команда по русской лапте, которая является чемпионом России 2010 года, а также неоднократным призёром других Всероссийских соревнований, проводимых под эгидой Федерации Лапты России.
Также в городе популярны лыжи и спортивное ориентирование. Проходит трасса Лыжня-Здоровье. Регулярно прокладывают лыжную трассу для секции на озере и прилегающих территориях. Ранее на этой трассе проходил Кубок Фишера.
В 2015 году на территории Фабрики открылся первый профессиональный батутный клуб.
В 2025 году планируется открытие нового физкультурно-оздоровительного комплекса, как развитие уже существующего «Борисоглебского». В его составе — бассейн с девятью 25-метровыми дорожками, зал для бадминтона с шестью кортами, а также тренерские, медицинские и вспомогательные помещения. Строительство объекта ведётся с 2023 года в рамках нацпроекта «Демография» и направлено на развитие массового спорта в муниципальном округе.

## Средства массовой информации
Издаются несколько газет: «В добрый час», «Грань», «Интерес», «На каждый день», «Новый Шанс», «Раменская газета», «Эксперт по недвижимости», «Родник».
Функционирует телеканал «РамТВ». Также «Раменское Информагентство» (Раменское радио) осуществляет онлайн-радиовещание (на сайте и в Android-приложении).

## Образование

### Гимназии
МОУ Гимназия г. Раменское  — базовая школа НИУ ВШЭ.

МОУ Гимназия №2 г. Раменское. 

### Школы
МОУ Раменская СОШ №1. 

МОУ Раменская СОШ №21. 

МОУ Раменская СОШ №4. 

МОУ Раменская СОШ №5. 

МОУ Раменская СОШ №6. 

МОУ Раменская СОШ №8. 

МОУ Раменская СОШ №9. 

МОУ Раменская СОШ №19. 

МОУ Раменская СОШ №35 «Вектор успеха». 

Также функционирует Раменская вечерняя школа и 25 отделений дошкольного образования.
Предполагается дальнейшее строительно образовательных объектов на территории застройки вдоль Донинского шоссе .

## Достопримечательности
- Раменский историко-художественный музей. Борисоглебская (первая половина XVIII века) и Троицкая (1852) церкви. Интересны также корпуса прядильной фабрики, построенные в XIX веке, особенно привлекают внимание калориферы, выполненные в виде колонн.
- Братская могила советских воинов (Раменское)
- После 2000 года в Раменском был реализован проект по художественному оформлению группы типовых жилых домов, весьма необычный для России. В центре города установлено много разнообразных фонтанов и скульптур, некоторые из них созданы по мотивам советских мультфильмов (см. Фотогалерею).

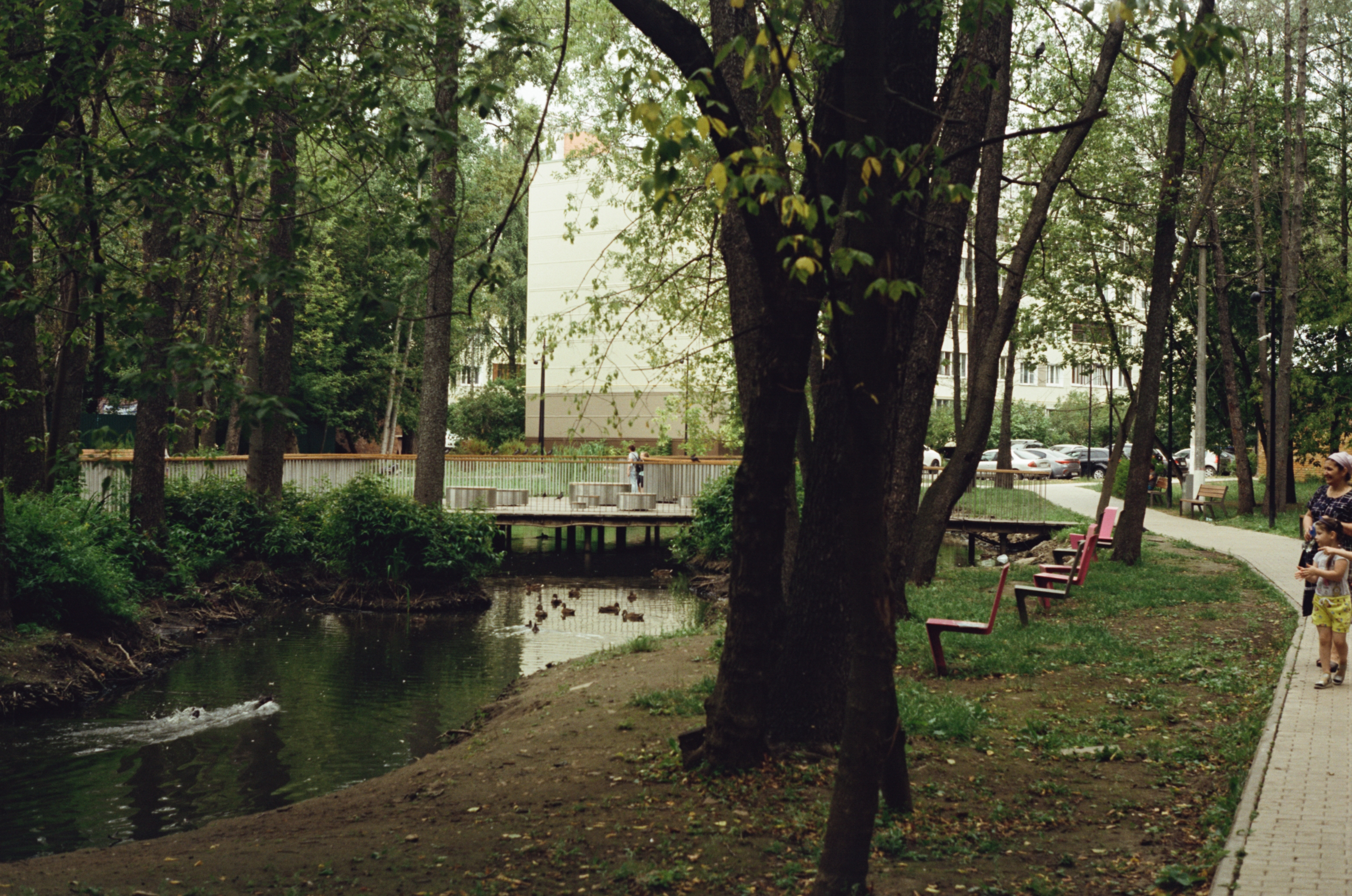
Благоустройство в зоне отдыха Чернавка (2021)

- В 2019 году разбит новый парк — благоустроенные берега речки Чернавки в квартале многоэтажек. Вдоль речки проложены мосты-настилы и устроен амфитеатр. Авторы проекта: архитектурное бюро: МежрегионСтрой[66].

## Фотогалерея

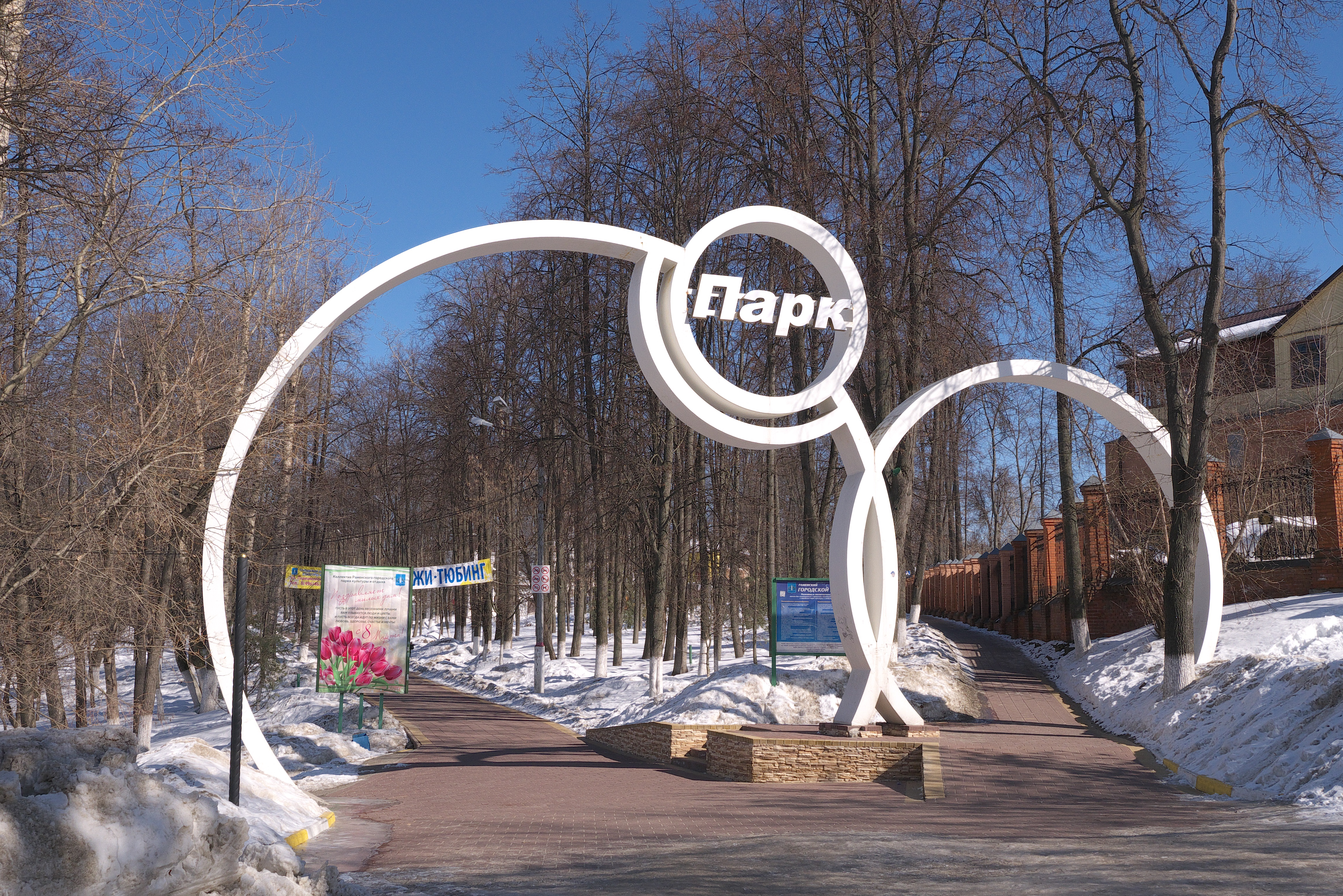
Ныне утраченное оформление входа в городской парк Раменского
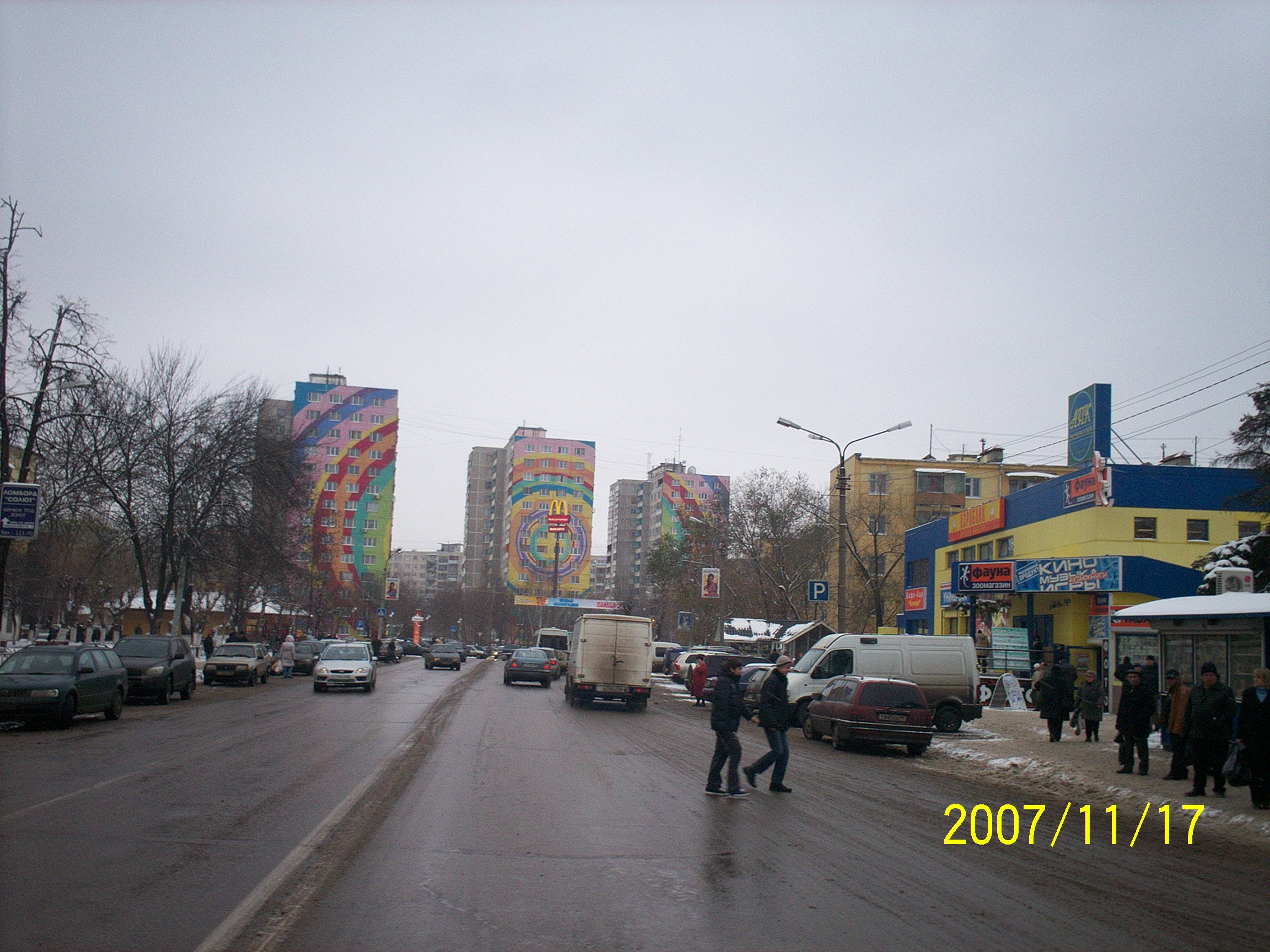
Улица Михалевича
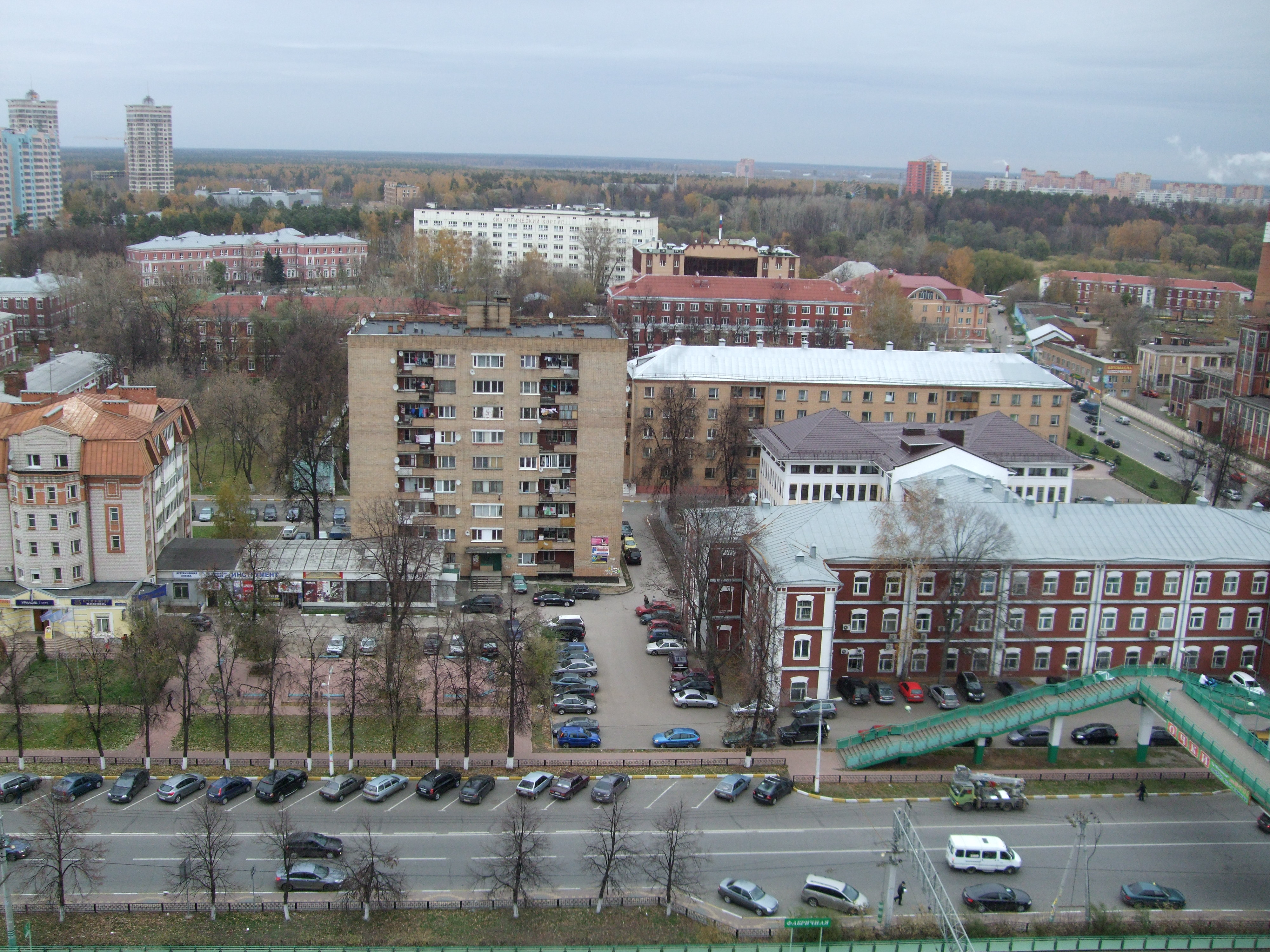
Вид на север города от платформы «Фабричная»
Главные персонажи мультсериала «Ну, погоди!» у дома № 17 корп. 1 по ул. Гурьева
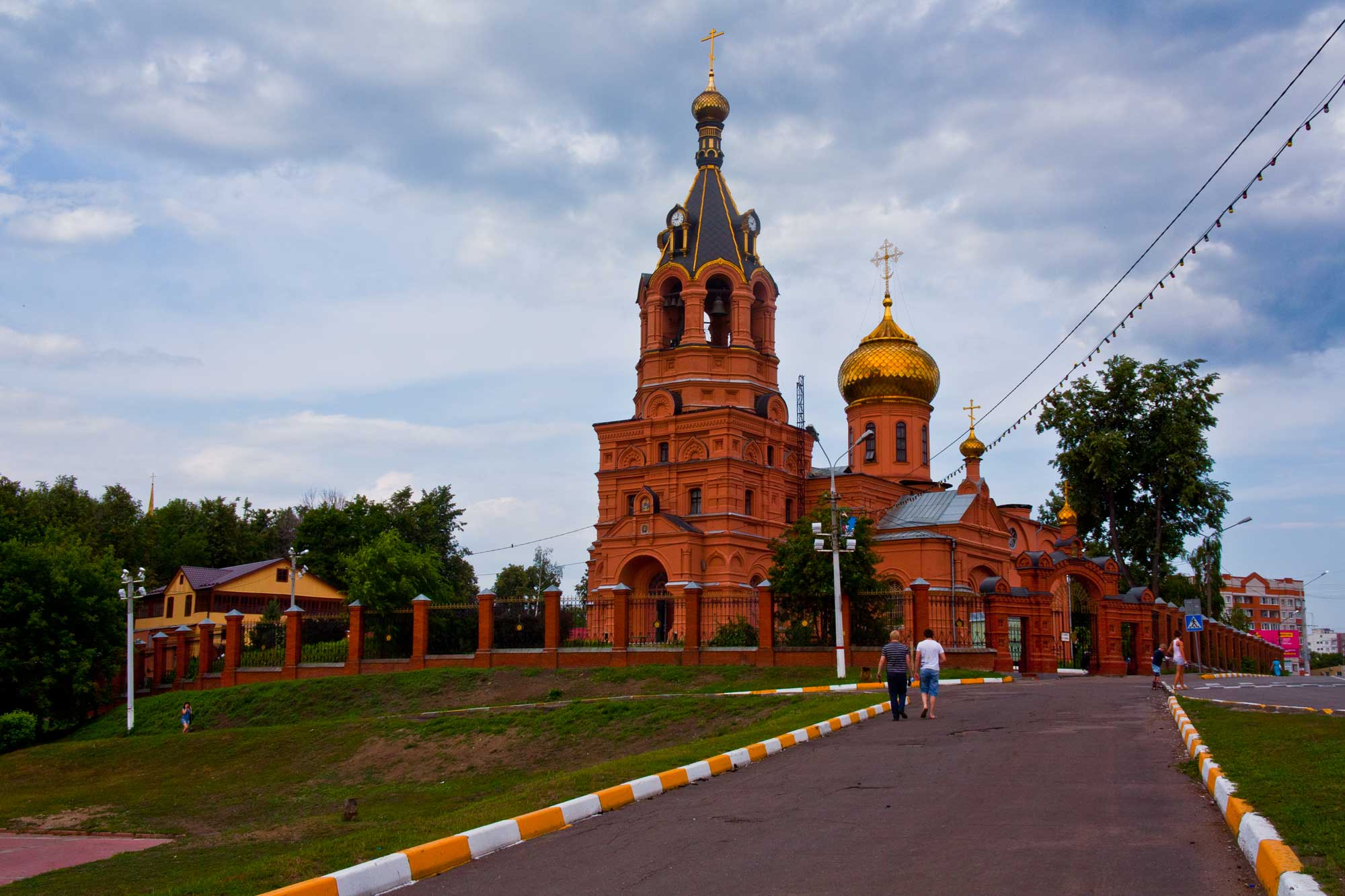
Собор Троицы Живоначальной